# أسد خاني (شيروان)
أسد خاني (بالفارسية: اسدخانی) هي مستوطنة تقع في إيران في قسم شیروان الريفي. يقدر عدد سكانها بـ 690 نسمة .